# Bier in Deutschland

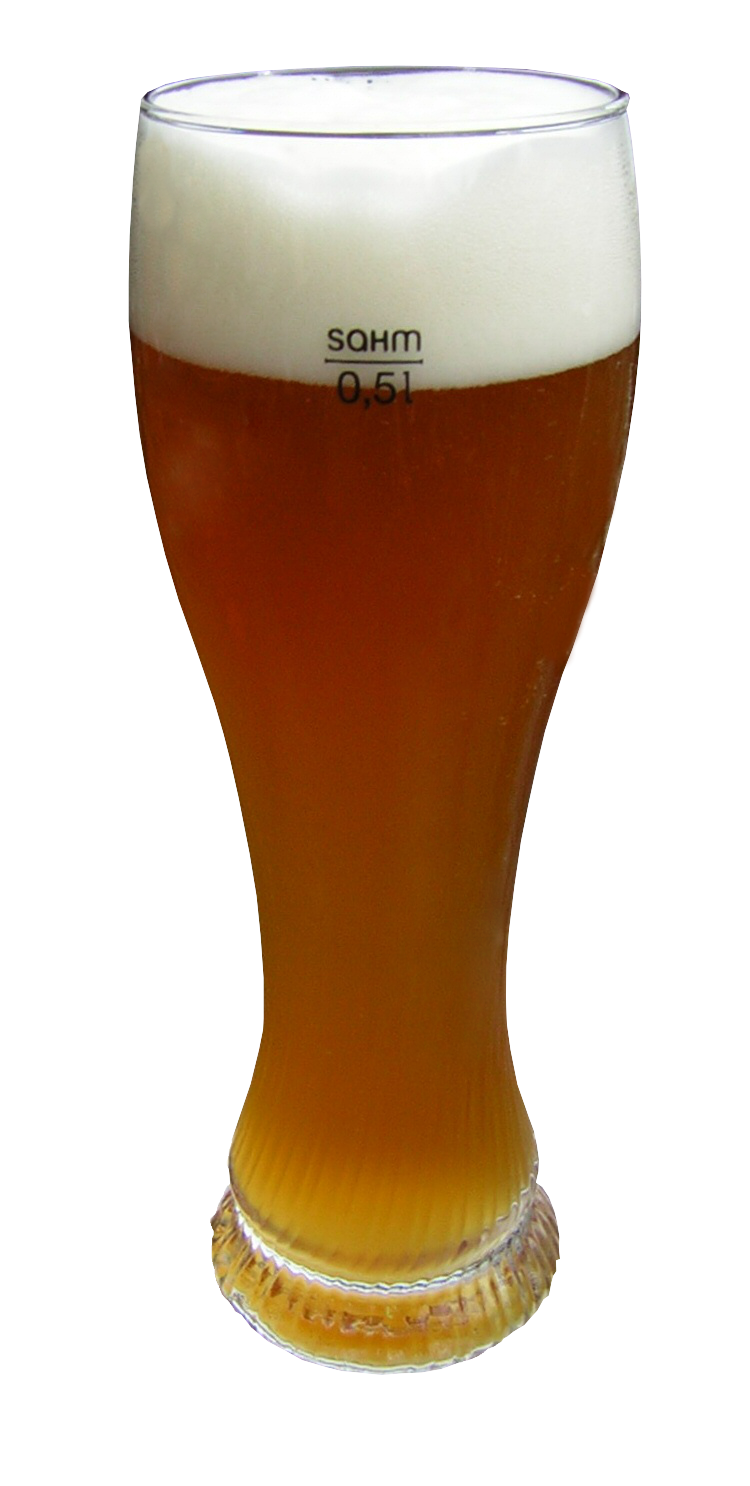
Deutsches Weizenbier in einem typischen Weizenbierglas

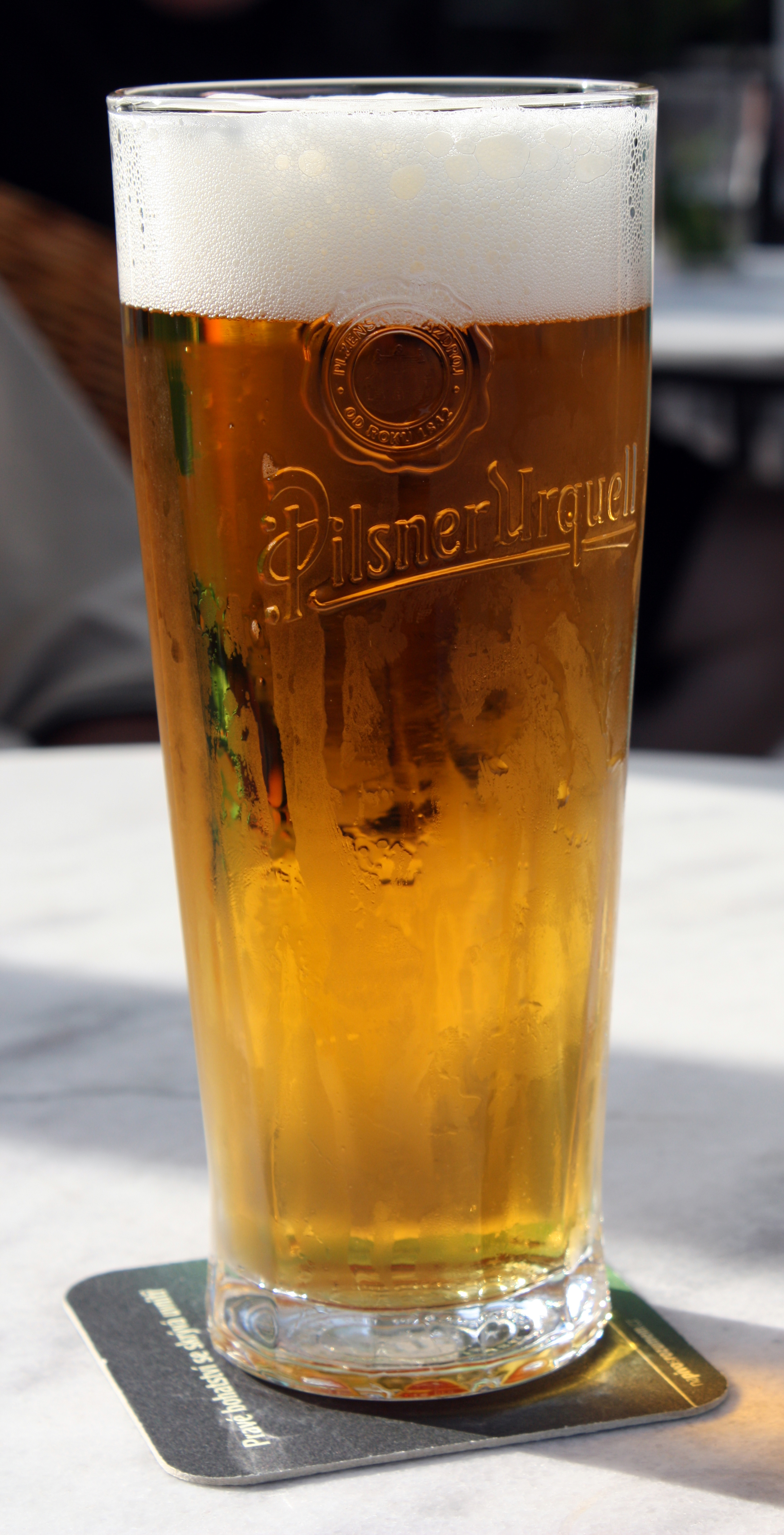
Bier nach Pilsner Brauart, oft auch verkürzt „Pils“ genannt – die verbreitetste Biersorte in Deutschland

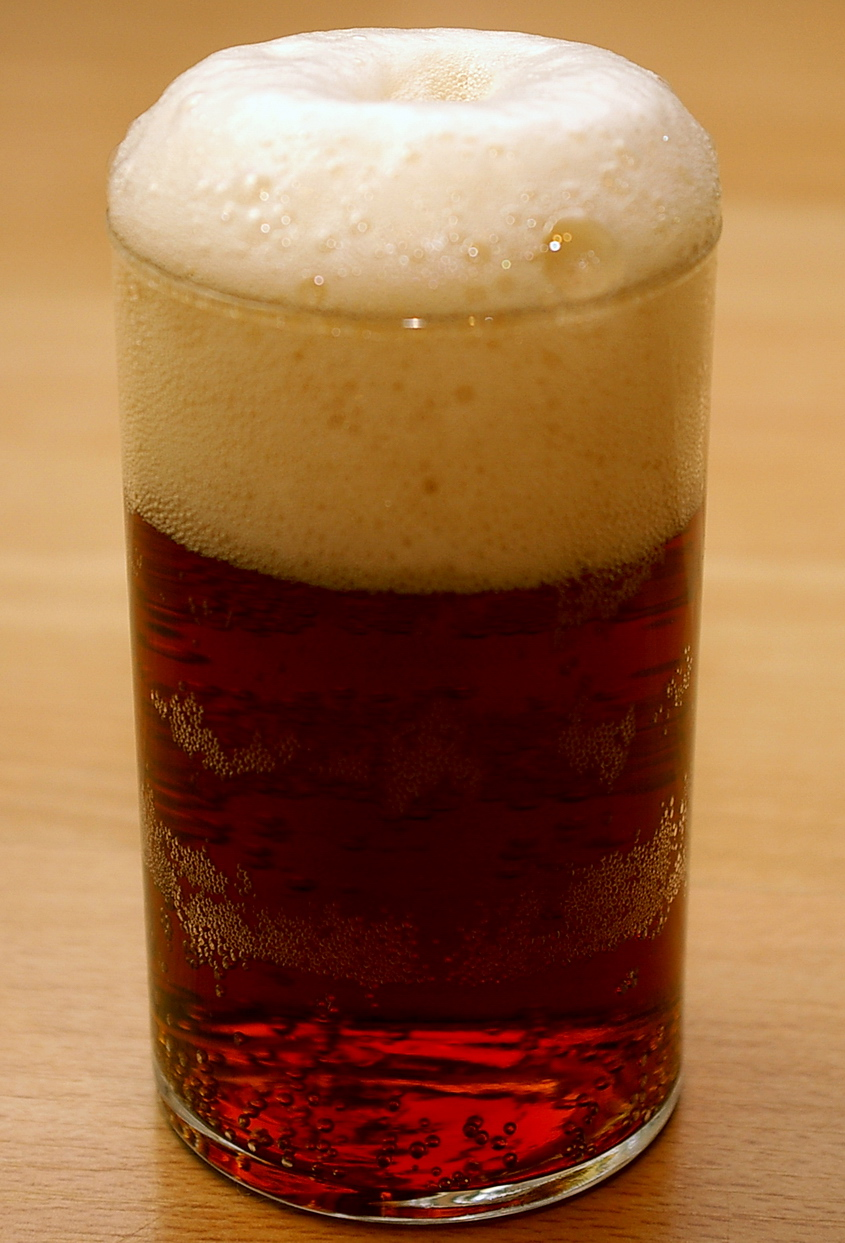
Ein Altbier im Düsseldorfer Altbierglas

In Deutschland gibt es eine große Anzahl von Biersorten, die zum Teil nur regional, zum Teil aber auch deutschlandweit verbreitet sind.
2022 wurden 88 Millionen Hektoliter Bier gebraut.

## Biersorten und Verbreitung in Deutschland
PilsDas Bier, auch Pilsener oder Pilsner, ist ein nach Pilsner Brauart untergärig gebrautes Bier. Es hat eine charakteristisch bittere Note und besitzt einen Alkoholgehalt von 4,0 % bis 5,2 %. Helles Malz, weiches Wasser, untergärige Hefe und sehr aromatischer Hopfen bilden die Zutaten. Es wird bundesweit ausgeschenkt. In Deutschland ist Pils oder Pilsner das meistgebraute und getrunkene Bier und es ist eine Sorten- und keine Herkunftsbezeichnung. Bier aus Pilsen wird als „Pilsner Urquell“ angeboten.
WeizenbierEin obergäriges Bier mit einem Alkoholgehalt von 5,0 % bis 5,6 %. Kennzeichnend ist der Einsatz von Weizen- neben Gerstenmalz. Es hat meist einen fruchtig würzigen Geschmack und ist überwiegend in Süddeutschland verbreitet, wo es Weißbier genannt wird. Es ist gefiltert (Kristallweizen) oder ungefiltert (Hefeweizen), meist hell, weniger oft dunkel im Handel.
HellesDieses untergärige Bier ist meist ein weniger starkes nach Münchener Brauart, malzbetonter und weniger gehopft, oder Dortmunder Brauart gebrautes Bier. In Bayern ist dem Zeitgeschmack folgend aus dem milderen Dunklen das Helle geworden.
StarkbierBiere mit höherem Stammwürzgehalt sind dadurch auch alkoholreicher. Hierzu zählen besonders die Bockbiere, in den Sorten Bock, Doppelbock oder Weizenbock, und das in Deutschland seltenere Porter. Historisch wurden solche Biere ab November über den Winter gebraut und angeboten, da sie nährreicher sind, noch bis in die 1970er Jahre begann die Bockbiersaison erst am 15. November.
ExportEs ist im deutschsprachigen Raum ein untergäriges Vollbier mit einer Stammwürze von 12 % bis 14 % und einem Alkoholgehalt von meistens etwas über 5 %. Es kann hell oder dunkel sein, Export gibt es in den traditionellen Dortmunder, Münchner und Wiener Brauarten.
KölschSo darf sich ein Bier nur nennen, wenn es in Köln gebraut wird (ausgenommen sind Brauereien außerhalb des Stadtgebiets von Köln, die an der Bezeichnung „Kölsch“ bereits vor Inkrafttreten der Kölsch-Konvention einen wertvollen Besitzstand erworben hatten. Beispiel: Zunft Kölsch aus Wiehl) und ist obergärig. Es enthält 4,8 % Alkohol und wird in Köln und Umgebung ausgeschenkt.
Altbierwird ebenfalls obergärig gebraut. Es hat einen Alkoholgehalt von etwa 4,8 % und ist vor allem am Niederrhein beheimatet. Die Herkunft des Namens geht wohl auf „nach alter Brauart“ zurück, es ist ein dunkles, bitteres Bier, das unter anderem in Düsseldorf beliebt ist.
SchwarzbierDurch die Auswahl des Malzes erreicht man eine tiefe Farbe, nach der das Bier den Namen erhalten hat. Heutzutage kann man es aber auch in einer hellen Variante herstellen. Es wird untergärig gebraut, schmeckt vollmundig und hat einen Alkoholgehalt von 4,8 bis 5 %. Es wird überwiegend in Mitteldeutschland hergestellt.
DunkelbierDies ist eine alte Biersorte, die farblich zwischen Hellem und Schwarzbier angesiedelt ist, meist ist der Malzanteil höher und es schmeckt vollmundig. Ein besonderes Dunkel ist das alkoholschwache Malzbier oder Karamellbier.
Berliner WeisseSchankbier, das durch seine spezielle Vergärung leicht säuerlich schmeckt. Es wird obergärig gebraut und hat seinen Ursprung in Berlin und seiner Umgebung. Mit Strippe bedeutet, dass zur Erhöhung des Alkoholanteils ein Kümmel-Schnaps zugesetzt ist.
MärzenbierEs hat mehr Stammwürze und einen höheren Alkoholgehalt. Es wurde früher nur im Frühjahr gebraut (deshalb Märzen) und auf den Festen im Sommer (insbesondere zur Kirchweih) ausgeschenkt.
Goseist ein obergäriges, helles Weißbier/Traditionsbier aus Sachsen und Thüringen und wird heute wieder in Leipzig gebraut. Man trinkt es ähnlich wie die Berliner Weiße mit Kümmel-Likör oder Johannisbeersaft. Pur schmeckt es säuerlich und erfrischend.
SpezialbiereDiese sind oft nur regional verbreitet oder werden in besonderen Brauverfahren hergestellt. Solche Biere sind auch die in Kleinmengen hergestellten der Brau-Gaststätten. Zu ihnen zählen unter anderem Weizenbock, Eisbock, Rauchbier, Roggenbier, Rotbier oder unterschiedliche Festbiere für lokale Anlässe, von größerer Bedeutung sind hierbei das Wiesnbier zum Münchner Oktoberfest und die für die weitere Verbreitung erbrauten Oktoberfestbiere. Auch zu anderen Festen wird spezielles Festbier gebraut: (Annafest, Bergkirchweih, Nürnberger Christkindlesmarkt).
ZwickelbierDiese Gruppe umfasst Kellerbier, Zoigl, Hausbräu und im Kommunbrauhaus hergestelltes oder die beim Bierfassen abgezweigte Biersorte. Es ist ein ungefiltertes und naturtrübes Bier, das vor allem in Franken und der nördlichen Oberpfalz verbreitet ist.

## Zehn Biermarken mit dem höchsten Absatz in Deutschland (2009–2017)
Die Aufzählung listet die meistverkauften Biermarken in Deutschland von 2009 bis 2017 auf.
| Marke      | 2009 | 2010 | 2011 | 2012 | 2013 | 2014 | 2015 | 2016 | 2017 |
| ---------- | ---- | ---- | ---- | ---- | ---- | ---- | ---- | ---- | ---- |
| Krombacher | 5,38 | 5,41 | 5,39 | 5,46 | 5,55 | 5,47 | 5,49 | 5,66 | 5,77 |
| Oettinger  | 6,59 | 6,34 | 6,21 | 5,89 | 5,78 | 5,62 | 5,39 | 5,25 | 4,94 |
| Bitburger  | 3,85 | 3,92 | 4,03 | 4,07 | 4,03 | 3,94 | 3,84 | 3,81 | 3,80 |
| Veltins    | 2,47 | 2,58 | 2,69 | 2,72 | 2,70 | 2,77 | 2,79 | 2,85 | 2,87 |
| Beck’s     | 2,83 | 2,57 | 2,75 | 2,78 | 2,50 | 2,53 | 2,56 | 2,65 | 2,51 |
| Paulaner   | 2,16 | 2,23 | 2,23 | 2,30 | 2,34 | 2,45 | 2,42 | 2,32 | 2,39 |
| Warsteiner | 2,84 | 2,80 | 2,72 | 2,77 | 2,76 | 2,53 | 2,34 | 2,25 | 2,15 |
| Hasseröder | 2,74 | 2,45 | 2,71 | 2,75 | 2,42 | 2,25 | 2,25 | 1,9  | 1,89 |
| Radeberger | 1,81 | 1,84 | 1,96 | 1,91 | 1,96 | 1,87 | 1,90 | 1,85 | 1,84 |
| Erdinger   | 1,59 | 1,65 | 1,72 | 1,72 | 1,76 | 1,82 | 1,80 | 1,78 | 1,76 |

## Tag des deutschen Bieres

Logo des Tag des deutschen Bieres

Mit dem Tag des deutschen Bieres wird seit 1994 vom Deutschen Brauer-Bund der Erlass der Bayerischen Landesordnung von 1516 gefeiert. Der Tag des deutschen Bieres findet jährlich am 23. April statt, dem Jahrestag des Erlasses, und damit am selben Tag wie der Welttag des Buches.
Einige mittelständische Familienbrauereien in Süddeutschland, die sich in der Gütegemeinschaft Traditionsbier zusammengeschlossen haben, brauen seit 2003 jeweils zum Tag des deutschen Bieres limitierte Spezialbiere unter dem Namen Jahrgangsbier 23.04. ein, das nach ca. 120 Tagen (also Ende August) in den Handel kommt. Der Sud ist auf etwa 6000 Liter pro Brauerei beschränkt, jede Flasche trägt eine Seriennummer. Die Gütegemeinschaft hat sich mittlerweile zur Kooperation Die Brauer mit Leib und Seele umfirmiert.
Der internationale Tag des Bieres wird jährlich am ersten Freitag im August gefeiert.